# Karl Engelhardt (Pfarrer)
Karl Wilhelm Engelhardt (* 19. Juli 1874 in Hoffenheim; † 31. März 1942) war ein deutscher Heimatforscher im Kraichgau und evangelischer Pfarrer. Er engagierte sich bei kirchlichen und gesellschaftspolitischen Themen und veröffentlichte mehrere Sachbücher, Schriften und Vorträge.

## Leben
Karl Engelhardt wurde als Sohn des Landwirts Balthasar Engelhardt in Hoffenheim, Bezirksamt Sinsheim, geboren. Er besuchte die Volksschule in Hoffenheim und danach die Bürgerschule in Sinsheim. Er wechselte auf das Realgymnasium in Mannheim, wo er 1893 die Reifeprüfung ablegte. Da dieses Reifezeugnis nicht zum Studium der Theologie berechtigte, musste er sich 1894 einem Ergänzungsexamen am Gymnasium Wertheim unterziehen. Von 1894 bis 1898 studierte er an den Universitäten Heidelberg, Straßburg und Berlin. 
Seit Herbst 1898 war er als Vikar und danach als Pfarrer bei der badischen Landeskirche beschäftigt. Von 1903 bis zum 3. Januar 1910 war er Pfarrer in Ittlingen. Von 1910 bis 1928 war er als Pfarrer in Köln-Lindenthal tätig, von 1928 bis 1935 in Mannheim.

## Schriften
- Kennst Du die Engländer? Pfeffer, Heidelberg 1909.
- Ein badisches Bauerndorf vor 50 Jahren und jetzt. Bevölkerung und Wirtschaftsleben.  Buchdruckerei Carl Pfeffer, Heidelberg 1910. (Inaugural-Dissertation der Friedrich-Wilhelms-Universität Berlin; 70 Seiten; behandelt wird das Dorf Ittlingen um 1860 sowie um 1910)
- Ist das ein guter Krieg, den wir führen? Evangel. Verlag, Heidelberg 1915.
- Verschiedene Kriegspredigten beide in der Kirche zu Cöln-Lindenthal gehalten. Sauerbeck, Cöln-Sülz 1915. (Mit: Seeliger)
- Die letzten Worte eines Sterbenden. Sylvesterbetrachtung. Evangel. Verlag, Heidelberg 1916.
- Kriegsbilder aus einer rheinischen Großstadt. Evangel. Verlag, Heidelberg 1917.
- Luther, ein Freund von Glaube und Heimat. Reformationsjubiläum 1917. Sauerbeck, Cöln-Sülz 1917. (Festgabe der Gemeinde Cöln-Lindenthal)
- Vier Riegel, mit denen manch ein Landwirt sein Herz vor der Not der darbenden Stadtbevölkerung verschließt. Greven & Bechtold, Cöln 1917.
- Vortrag (zugunsten der Lebensmittelversorgung der Stadt Cöln) gehalten in der Kirche zu Neustettin (Pommern) am 25. Februar 1917. Evangel. Verlag, Heidelberg 1917.
- Das gegenwärtige Verhältnis von Staat und Kirche vom Standpunkt des modernen deutschen Staatsgedankens und des evangelischen Kirchenbegriffs aus kritisch untersucht. Evangel. Preßverb., Essen 1919.
- Schattenkinder – Sonnenkinder – Unterbringung erholungsbedürftige Stadtkinder auf dem Lande. Ausschuss f. Kinderentsendung, Köln 1919.
- Staat und Kirche. Die verschiedenen Formen in Geschichte und Gegenwart, Beurteilung derselben und Vorschläge. Evangel. Verlag, Heidelberg 1919.
- Gott und wir. Predigten und drei Ansprachen von Dr. Karl Engelhardt, Pfarrer in Köln-Lindental. Herausgeber: August Steinmetz, Evangel. Verlag, Heidelberg 1922.